# Evelyn Glennieová
Evelyn Elizabeth Ann Glennieová (* 19. července 1965, Methlick) je skotská perkusionistka (hráčka na různé druhy bicích nástrojů). Bývá řazena k world music. Od dětství je hluchá, hudbu vnímá různými částmi těla díky vibracím. Je jedním z prvních hudebníků historie, který se živí sólovou hrou na bicí nástroje. V roce 2015 získala Polar Music Prize. Dvakrát vyhrála cenu Grammy. Vystoupila na zahajovacím ceremoniálu olympijských her v Londýně v roce 2012 - vedla tisíc bubeníků v úvodní skladbě And I Will Kiss a také hrála na alufon během zapálení olympijského ohně. V roce 2021 byla zvolena rektorkou Robert Gordon University v Aberdeenu. Spolupracovala s Björk, Stevem Hackettem, Bélou Fleckem, Bobby McFerrinem, Fredem Frithem nebo Markem Knopflerem. Vlastní více než 3500 bicích nástrojů z celého světa a neustále svou sbírku rozšiřuje.